# Nemadactylus
Nemadactylus là một chi cá biển trong họ cá Cheilodactylidae (cá chép biển) thuộc bộ cá vược Perciformes.

## Các loài
Hiện hành có 07 loài được ghi nhận trong chi này:
- Nemadactylus bergi (Norman, 1937) (Castaneta)
- Nemadactylus douglasii (Hector, 1875) (Porae)
- Nemadactylus gayi (Kner, 1865)
- Nemadactylus macropterus (J. R. Forster, 1801) (Tarakihi)
- Nemadactylus monodactylus (Carmichael, 1819) (St. Paul's fingerfin)
- Nemadactylus valenciennesi (Whitley, 1937) (Sea carp)
- Nemadactylus vemae (M. J. Penrith, 1967)